# یویو تو
یویو تو (انگلیسی: Tu Youyou؛ زادهٔ ۱۹۳۰) یک شیمی‌دان، و داروشناس اهل چین است.
وی برنده جایزه نوبل فیزیولوژی و پزشکی در سال ۲۰۱۵ شده‌است. یویو تو محقق چینی که هم‌اکنون به عنوان استاد ارشد در آکادمی چین در بخش داروهای سنتی چینی مشغول به کار است، موفق شده روش درمانی جدیدی برای مقابله با مالاریا ارائه دهد.